# Adjunción lógica
En razonamiento formal, la adjunción Lógica o negación de la implicación ( {\displaystyle \nrightarrow } ) entre dos proposiciones, a y b, es un conector lógico cuyo  valor de la verdad resulta en verdadero sólo si la condición a es verdadero y la condición b es falsa, y es falso de cualquier otro caso. Existen diferentes contextos dónde se utiliza la implicación opuesta y puede expresarse:
{\displaystyle a\nrightarrow b\;;\quad \lnot (a\rightarrow b)\;;\quad a\land \lnot b\;;\quad a-b}
En lenguajes formales, la palabra "y" se utiliza en español para simbolizar una conjunción lógica. La noción equivalente en la teoría de conjuntos  es la  intersección ( {\displaystyle \cap } ). En álgebra Booleana, la conjunción como operador binario entre dos variables se representa con el símbolo de punto medio ( · ).
En electrónica, una puerta AND es una puerta lógica que implementa la conjunción lógica.

## Ejemplo en lenguaje natural
- Es sospechoso pero no culpable.
- Es A pero no B.
- A{\displaystyle \nrightarrow }B